# Méthode Carnot
 (février 2018).
Si vous disposez d'ouvrages ou d'articles de référence ou si vous connaissez des sites web de qualité traitant du thème abordé ici, merci de compléter l'article en donnant les références utiles à sa vérifiabilité et en les liant à la section « Notes et références ».
La méthode Carnot est une procédure d'allocation permettant de répartir les intrants combustibles (énergie primaire, énergie finale) dans la production conjointe qui génèrent deux ou plusieurs produits énergétiques en un seul processus (par exemple, la cogénération ou la trigénération). Il est également adapté pour allouer d'autres flux tels que les émissions de CO2 ou les coûts variables. Le potentiel de générer un travail mécanique ou électrique (exergie) est utilisé comme clé de répartition. Pour la chaleur, ce potentiel peut être évalué à l' efficacité de Carnot. Ainsi, la méthode Carnot est une forme de méthode d'allocation exergétique. Il utilise les températures moyennes du réseau de chaleur à la sortie du processus comme base de calcul. Le principal domaine d'application de cette méthode est la cogénération, mais elle peut également s'appliquer à d'autres procédés générant des produits communs, tels qu'un refroidisseur générant du froid et produisant de la chaleur résiduelle pouvant être utilisée pour une demande de chaleur à basse température. L'avantage de la méthode Carnot est qu'aucune valeur de référence externe n'est requise pour allouer l'entrée aux différents flux de sortie; seuls les paramètres de processus endogènes sont nécessaires. Ainsi, les résultats d'allocation restent sans biais d'hypothèses ou de valeurs de référence externes qui sont ouvertes à la discussion.

## Facteur d'allocation de carburant
Le partage de carburant ael qui est nécessaire pour générer l'énergie électrique de produit combinée W (travail) et ath pour l'énergie thermique H (chaleur utile) respectivement, peut être calculé en conséquence aux première et deuxième principe de la thermodynamique comme suit:
ael= (1 · ηel) / (ηel + ηc · ηth)
ath= (ηc · ηth) / (ηel + ηc · ηth)
Note: ael + ath = 1

 
avec

ael: facteur d'allocation de l'énergie électrique, c'est-à-dire la part de l'intrant combustible affectée à la production d'électricité

ath: facteur d'allocation de l'énergie thermique, c'est-à-dire la part de l'intrant combustible affectée à la production de chaleur

ηel = W/QF 

ηth = H/QF 

W: travail électrique 

H: chaleur utile 

QF: alimentation total de combustible ou d'énergie primaire

and 

ηc: facteur de Carnot 1-Ti/Ts (le facteur de Carnot pour l'énergie électrique est 1)

Ti: température inférieure (ambiante) 

Ts: température supérieure (chaleur utile) 

Dans les systèmes de chauffage, une bonne approximation de la température supérieure est la moyenne entre l'écoulement avant et l'écoulement de retour de la distribution de chaleur.

Ts = (Tavant+Tretour) / 2

## Facteur de carburant
L'intensité du carburant ou le facteur de combustible pour l'énergie électrique fc,el resp. énergie thermique fc,th est la relation de l'alimentation spécifique aux flux sortants. 
fc,el= ael / ηel =  1 / (ηel + ηc · ηth)
fc,th= ath / ηth = ηc / (ηel + ηc · ηth)

## Facteur d'énergie primaire
Pour obtenir les facteurs d'énergie primaire de la chaleur et de l'électricité cogénérées, le pré-énergie doit être pris en compte.
fPE,el = fc,el ·  fPE,c 

fPE,th = fc,th ·  fPE,c 

avec 

fPE,c: facteur d'énergie primaire du combustible utilisé

## Efficacité effective
La valeur réciproque du facteur de carburant (intensité de carburant) décrit l'efficacité effective du sous-processus supposé, qui dans le cas de la cogénération est seulement responsable de la production d'énergie électrique ou thermique. Cette efficacité équivalente correspond à l'efficacité effective d'une «chaudière virtuelle» ou d'un «générateur virtuel» au sein de l'usine de cogénération.
ηel,eff = ηel / ael = 1 / fc,el 

ηth,eff = ηth / ath = 1 / fc,th 

with 
 
ηel,eff: efficacité effective de la production d'électricité dans le processus de cogénération

ηth,eff: efficacité effective de la production de chaleur dans le processus de cogénération

## Facteur de performance de la transformation de l'énergie
À côté du facteur d'efficacité qui décrit la quantité d'énergies finales utilisables, la qualité de la transformation d'énergie selon la loi d'entropie est également importante. Avec l' entropie croissante, l' exergie diminue. Exergy ne considère pas seulement l'énergie mais aussi la qualité de l'énergie. Cela peut être considéré comme un produit des deux. Par conséquent, toute transformation énergétique doit également être évaluée en fonction de son efficacité exergétique ou de ses ratios de perte. La qualité du produit «énergie thermique» est fondamentalement déterminée par le niveau de température moyen auquel cette chaleur est délivrée. Par conséquent, l'efficacité exergétique ηx décrit quelle part du potentiel du carburant à générer du travail physique reste dans les produits énergétiques. Avec la cogénération, le résultat est la relation suivante: 
ηx,total = ηel + ηc · ηth

L'allocation avec la méthode Carnot entraîne toujours:
 
ηx,total = ηx,el = ηx,th

with

ηx,total = efficacité exergétique du processus combiné

ηx,el = efficacité exergétique du processus virtuel d'électricité uniquement

ηx,th = efficacité exergétique du processus virtuel de chaleur uniquement 

## Dérivation mathématique
Supposons une production conjointe avec l'entrée I et deux flux sortants O1 et O2. f est un facteur d'évaluation du produit concerné dans le domaine de l'énergie primaire, des coûts du carburant, des émissions, etc.
évaluation de l'entrée = évaluation de la sortie
fi · I  =  f1 · O1 + f2 · O2
Le facteur pour l'entrée fi et les quantités de I , O1 et O2 sont connus. Une équation avec deux inconnues f1 et f2 doit être résolue, ce qui est possible avec beaucoup de tuples adéquats. En seconde équation, la transformation physique du produit O1 en O2 et vice versa est utilisée.
O1 = η21 · O2
η21 est le facteur de transformation de O2 en O1, l'inverse 1 / η21 = η12 décrit la transformation vers l'arrière. Une transformation réversible est supposée, afin de ne favoriser aucune des deux directions. En raison de l'exhangeabilité de O1 et O2, l'évaluation des deux côtés de l'équation ci-dessus avec les deux facteurs f1 et f2 devrait donc aboutir à un résultat équivalent. La sortie O2 évaluée avec f2 doit être la même que la quantité de O1 générée à partir de O2 et évaluée avec f1.
f1 · (η21 · O2) = f2 · O2
Si nous mettons cela dans la première équation, nous voyons les étapes suivantes : 
fi · I = f1 · O1 + f1 · (η21 · O2)
fi · I = f1 · (O1 + η21 · O2) 
fi = f1 · (O1/I + η21 · O2/I) 
fi = f1 · (η1 + η21 · η2) 
f1 = fi / (η1 + η21 · η2)
ou respectivement
f2  = η21 · fi / (η1 + η21 · η2) 
avec η1 = O1/I and η2 = O2/I

## Autres lectures
- Marc Rosen: Allocating carbon dioxide emissions from cogeneration systems: descriptions of selected output-based methods, Journal of Cleaner Production, Volume 16, Issue 2, January 2008, p. 171–177.
- Andrej Jentsch: The Carnot-Method for Allocation of Fuel and Emissions, EuroHeat&Power, Vol 12 II, 2015, p. 26-28.
- Andrej Jentsch: A novel exergy-based concept of thermodynamic quality and its application to energy system evaluation and process analysis, dissertation, TU Berlin, 2010.
- Verein Deutscher Ingenieure: Recommandation VDI 4608-2, Energy systems - Combined heat and power - Allocation and evaluation, Juli 2008.
- NF EN 15316-4-5:2017-07 Performance énergétique des bâtiments - Méthode de calcul des besoins énergétiques et des rendements des systèmes - Partie 4-5 : réseaux de chaleur et de froid
- DIRECTIVE (UE) 2018/2001 relative à la promotion de l'utilisation de l'énergie produite à partir de sources renouvelables, 2018-12-11. Annexe V, C. Méthodologie, b) et Annexe VI, B. Méthodologie, d)